# Hampe de drapeau de Djeddah
La hampe de drapeau de Djeddah est un mât de drapeau situé à Djeddah en Arabie saoudite. Haut de 171 m, il est le deuxième plus haut du monde après avoir été détrôné par une hampe de 201,95 m érigée au Caire en Égypte le 25 décembre 2021. 
En haut du mât flotte un drapeau de l'Arabie Saoudite de 49,5 m sur 33 m, pesant 570 kilos. Il est érigé le 23 septembre 2014, jour de la 84e fête nationale saoudienne. 